# Astor
Astor es un lugar designado por el censo ubicado en el condado de Lake en el estado estadounidense de Florida. En el Censo de 2010 tenía una población de 1556 habitantes y una densidad poblacional de 240 personas por km². Se encuentra a la orilla del río San Juan.

## Geografía

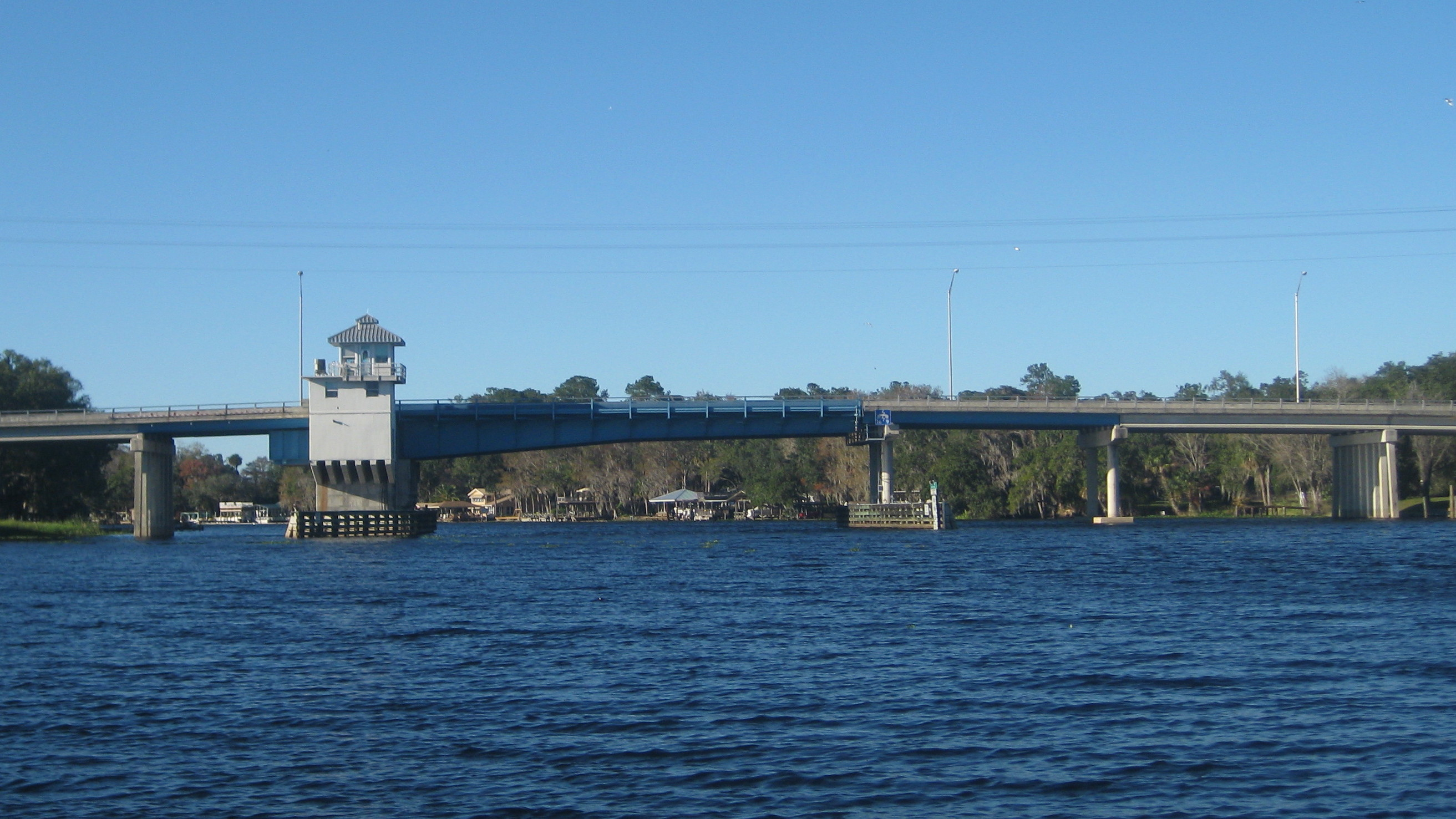
Puente Astor sobre el río San Juan, que une Astor con Volusia

Astor se encuentra ubicado en las coordenadas 29°9′59″N 81°32′6″O / 29.16639, -81.53500. Según la Oficina del Censo de los Estados Unidos, Astor tiene una superficie total de 6,49 km², de la cual 6,02 km² corresponden a tierra firme y (7,23%) 0,47 km² es agua.

## Demografía
Según el censo de 2010, había 1556 personas residiendo en Astor. La densidad de población era de 239,93 hab./km². De los 1556 habitantes, Astor estaba compuesto por el 88.05% blancos, el 0.13% eran afroamericanos, el 1.8% eran amerindios, el 0% eran asiáticos, el 0% eran isleños del Pacífico, el 8.16% eran de otras razas y el 1.86% pertenecían a dos o más razas. Del total de la población el 15.68% eran hispanos o latinos de cualquier raza.